# Stone Harbor
Stone Harbor est un borough du comté de Cape May au New Jersey, aux États-Unis.